# Agencja Chajber
Agencja Chajber (paszto: خیبر ایجنسی, Khyber) – agencja w zachodnim Pakistanie na obszarze Terytoriów Plemiennych Administrowanych Federalnie przy granicy z Afganistanem. W 1998 roku liczyła 546 730 mieszkańców.